# Malmöhus län

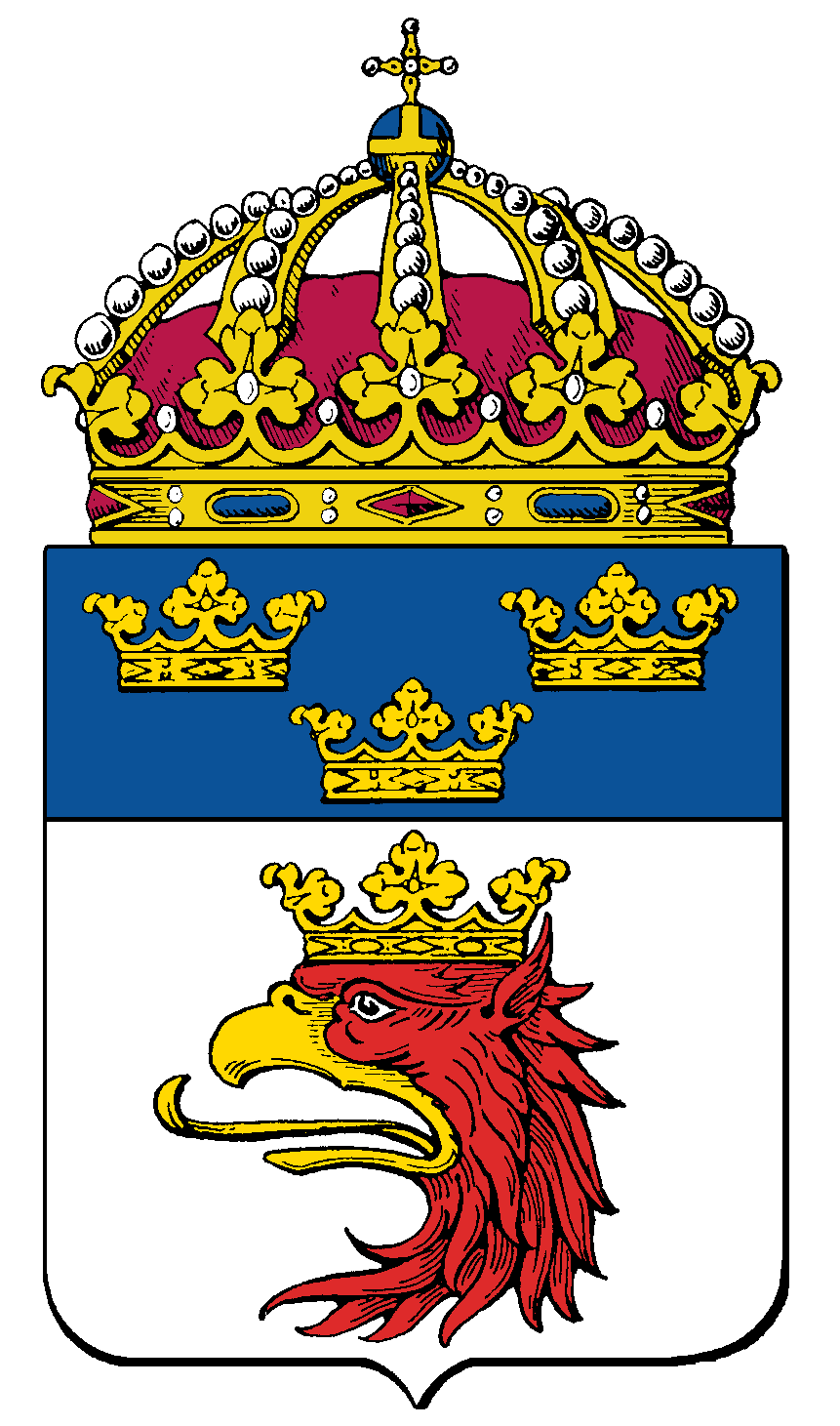
Wapen

Malmöhus län is een voormalige provincie in Zweden. Malmöhus län ging in 1997 samen met Kristianstads län tot Skåne län.
Malmöhus län is genoemd naar het kasteel Malmöhus in Malmö. Malmöhus län omvatte het zuiden, midden en noordwesten van Skåne.

## Gemeenten
De volgende gemeenten hoorde tot Malmöhus län:
| - Bjuv - Burlöv - Eslöv - Helsingborg - Höganäs - Hörby - Höör | - Kävlinge - Landskrona - Lomma - Lund - Malmö - Sjöbo - Skurup | - Staffanstorp - Svalöv - Svedala - Trelleborg - Vellinge - Ystad |